# 新加坡—老撾關係
新加坡－老撾關係，是指歷史上的新加坡和老撾（包括現在新加坡共和國與老撾人民民主共和國）之間的雙邊關係。新加坡於1974年與當時已被巴特寮控制的老撾王國建交。兩國亦同屬東南亞國家聯盟的成員。

## 歷史
1974年，新加坡與當時已被巴特寮控制的老撾王國建交。翌年，巴特寮成立老撾人民民主共和國時，兩國沿用新加坡與老撾王國建交當天為兩國之建交日。1997年2月，新加坡在永珍设立大使馆，而寮國也于同年设立了驻星大使馆。
自兩國建交以來，兩國維持友好關係，並在雙邊、區域及多邊關係中均有緊密合作。2012年11月5日，新加坡總理李顯龍赴老撾出席第9屆亚欧会议，並與老撾國家主席朱馬利·賽雅貢會面。2014年2月20日至21日，老撾政府總理通邢·塔馬馮對新加坡進行首次正式訪問，與新加坡總統陳慶炎和新加坡總理李顯龍會面。新加坡承諾在人力資源方面以至推廣貿易、投資及旅遊方面給予老撾更大支援和協助，以達致2015年建立東盟經濟共同體的目標。

## 經貿關係
- 新加坡到老挝的出口貿易[4]
- 老挝到新加坡的出口貿易[5]

根據經濟複雜性研究中心網站上的數據，新加坡對老撾的出口額反覆，1998年時出口額曾跌至不足2000萬美元，而2006年時的出口額高達4000萬美元。1995年時老撾對新加坡的出口額超過1000萬美元，其後跌至不足100萬美元，至1999年又回升至800萬美元，但之後回跌，直至2012年才升回至約400萬美元。
新加坡與老撾於2014年簽訂《避免雙重徵稅及關於入息稅防止逃稅協議》。2014年，新加坡在老撾投資了80項項目，總投資額為1.49億美元，是老撾第十三大投資國。

## 文化關係
2012年，新加坡关爱动物研究协会和老撾動物園簽署諒解備忘錄，在老撾推行熊及野生動物保護計劃。
2014年，新加坡工藝教育學院和老挝人民革命青年团簽署諒解備忘錄，在工藝教育和職業教育培訓領域中合作。
新加坡教育部為十年級以上就讀英語的老撾學生提供東盟獎學金。

## 軍事關係
2013年5月3日，新加坡國防部部長黃永宏訪問老撾，與老撾政府副總理暨國防部長隆再·皮吉會面。黃永宏和隆再重申兩國之間熱情友好的雙邊國防關係。兩國並討論一系列國防及安全議題。黃永宏亦與老撾國家副主席本揚·沃拉吉會面，並在无名战士纪念碑献上花圈。

## 外部連結
- 新加坡駐老撾大使館 （页面存档备份，存于）